# Blues Deluxe
A Blues Deluxe az amerikai gitáros, Joe Bonamassa harmadik nagylemeze, amelyet 2003. augusztus 26-án adott ki a J&R Adventures Records. A lemezen feldolgozott blues számok találhatóak Bonamassa szerzeményei mellett.

## Számok
Az összes számot Joe Bonamassa írta, a kivételek fel vannak tüntetve:
1. You Upset Me Baby - 3:35 (Saul Bihari/B. B. King)
2. Burning Hell - 6:49 (Bernard Besman/John Lee Hooker)
3. Blues Deluxe - 7:20 (Rod Stewart)
4. Man of Many Words - 4:11 (Buddy Guy)
5. Woke up Dreaming - 2:51 (Bonamassa/Jennings)
6. I Don't Live Anywhere - 3:41 (Bonamassa/Himelstein)
7. Wild About You Baby - 3:39 (Elmore James)
8. Long Distance Blues - 3:52 (Bernice Carter)
9. Pack It Up - 4:04 (Gonzalez Chandler/Gonzales)
10. Leftovers - 3:23 (Collins)
11. Walking Blues - 4:29 (Robert Johnson)
12. Mumbling Word - 3:29 (Bonamassa)

## Közreműködtek
- Joe Bonamassa - gitár, ének
- Jon Paris - szájharmonika
- Benny Harrison - Hammond orgona
- Eric Czar - billentyűs hangszerek
- Kenny Kramme - dob

## Külső hivatkozások
- Hivatalos oldal (angolul)